# Roman Wart
Roman Józef Wart (ur. 4 grudnia 1893 w Krakowie, zm. ?) – podpułkownik piechoty Wojska Polskiego, kawaler Orderu Virtuti Militari.

## Życiorys
Urodził się 4 grudnia 1893 w Krakowie, w rodzinie Jakuba i Elżbiety z d. Łacko .
6 sierpnia 1914 wstąpił do Legionów Polskich. W szeregach 1 Pułku Piechoty walczył na froncie do października 1916. Pełnił obowiązki sekcyjnego. Na początku kwietnia 1917 został odnotowany w 10. kompanii III baonu 1 pp i przedstawiony do odznaczenia austriackim Krzyżem Wojskowym Karola. Po odezwie Tymczasowej Rady Stanu z 18 maja 1917 wystąpił 20 czerwca do cesarza Karola I o zwolnienie z obywatelstwa austriackiego oraz do TRS o przyznanie obywatelstwa Królestwa Polskiego. Po kryzysie przysięgowym służył w 6 Pułku Piechoty .
7 maja 1919, jako podoficer byłych Legionów Polskich został mianowany z dniem 1 maja 1919 podporucznikiem piechoty. Pełnił wówczas służbę w Szpitalu Koni Nr 1. Następnie służył w 32 Pułku Piechoty. 31 marca 1924 został mianowany kapitanem ze starszeństwem z 1 lipca 1923 i 77. lokatą w korpusie oficerów piechoty. W 1928 służył w Baonie Podchorążych Rezerwy Piechoty w Ostrowi Łomżyńskiej. 2 grudnia 1930 został mianowany majorem ze starszeństwem z 1 stycznia 1931 i 87. lokatą w korpusie oficerów piechoty. Z dniem 1 stycznia 1931 został przeniesiony z Baonu Podchorążych Rezerwy Piechoty Nr 7A w Jarocinie do Departamentu Piechoty Ministerstwa Spraw Wojskowych w Warszawie. W październiku tego roku został przeniesiony do 6 Pułku Piechoty Legionów w Wilnie na stanowisko kwatermistrza. W kwietniu 1934 został przeniesiony do 12 Pułku Piechoty w Wadowicach na stanowisko dowódcy batalionu. W grudniu 1934 ogłoszono jego przesunięcie na stanowisko dowódcy III batalionu, detaszowanego w Krakowie. Na stopień podpułkownika został mianowany ze starszeństwem z 19 marca 1938 i 55. lokatą w korpusie oficerów piechoty. Na stanowisku dowódcy III baonu pozostawał do 1939 i walczył na jego czele w kampanii wrześniowej. Dostał się do niemieckiej niewoli. Przebywał w Oflagu VII A Murnau .

## Ordery i odznaczenia
- Krzyż Srebrny Orderu Wojskowego Virtuti Militari[18] nr 3392[19] – 1921[20]
- Krzyż Niepodległości – 24 października 1931[21][22]
- Krzyż Walecznych – trzykrotnie[23]
- Złoty Krzyż Zasługi – 25 maja 1939[24][25]
- Srebrny Krzyż Zasługi – 10 listopada 1928[26][27][25]